# Missira Ba Mariama
Missira Ba Mariama (Namensvariante: Missira) ist eine Ortschaft im westafrikanischen Staat Gambia.
Nach einer Berechnung für das Jahr 2013 leben dort etwa 3123 Einwohner, das Ergebnis der letzten veröffentlichten Volkszählung von 1993 betrug 3300.

## Geographie
Missira Ba Mariama, in der Upper River Region, Distrikt Kantora, liegt am südlichen Ufer des Gambia-Flusses. Der Ort liegt rund fünf Kilometer südöstlich von Sudowol, das an der South Bank Road liegt. Gambisara Lamoi liegt rund 1,4 Kilometer südlich.